# Tomás Verón
Tomás Verón Lupi (Quilmes, 3 settembre 2000) è un calciatore argentino, attaccante del Grasshoppers in prestito dal Racing Montevideo.

## Carriera

### Club
Cresciuto nelle giovanili del Quilmes, esordisce in prima squadra il 30 settembre 2018, nell'incontro di Primera B Nacional vinto per 2-1 contro la Platense. Nelle due stagioni a seguire viene ceduto in prestito al Sacachispas, dove mette a segno nove reti in 38 presenze.
Nel 2022, da svincolato, si trasferisce in Uruguay dove firma per il Racing Montevideo. Con il club della capitale vince il campionato di Segunda División. Il 4 marzo 2023 realizza il suo primo gol in massima serie, fissando il risultato sull'1-1 contro il Danubio.

### Nazionale
Vanta due presenze con la rappresentativa giovanile argentina Under-19 nel 2019.

## Palmarès
- Segunda División Profesional de Uruguay: 1

Racing Montevideo: 2022